# Turlinia phalaenoides
Turlinia phalaenoides là một loài bướm đêm thuộc phân họ Arctiinae, họ Erebidae.